# David Ray Griffin

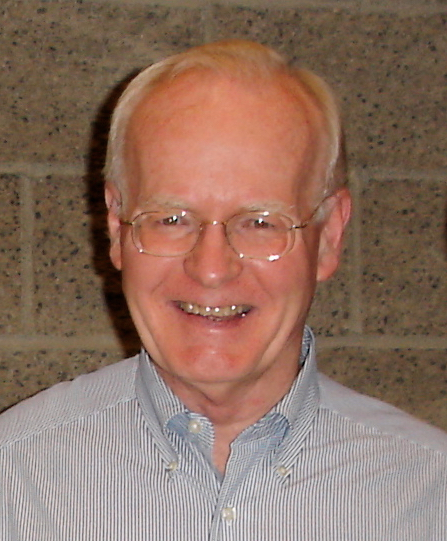
David Ray Griffin (2006)

David Ray Griffin (* 8. August 1939; † November 2022) war ein emeritierter US-amerikanischer Professor für Religionsphilosophie und Theologie. Er war ein führender Vertreter der Prozesstheologie.
Ab 2004 präsentierte Griffin in zahlreichen Schriften Verschwörungstheorien zum 11. September 2001 und wurde damit zu einem Hauptvertreter des 9/11 Truth Movement.

## Verschwörungstheorien zum 11. September 2001
Infolge der Terroranschläge am 11. September 2001 begann Griffin, andere Erklärungsursachen als die der US-Behörden dazu zu erwägen. In seinem 2004 veröffentlichten Buch unter dem Titel The New Pearl Harbor vertrat er die Verschwörungsthese, Neokonservative in der US-Regierung hätten die Anschläge nicht nur nachträglich als Kriegs- und Eroberungsgrund benutzt, sondern selbst aktiv mit herbeigeführt, um diesen Kriegsgrund zu schaffen. Der Buchtitel zitiert einen Ausdruck aus einem Dokument der neokonservativen Denkfabrik „Project for the New American Century“ von 2000: Darin hatten die Autoren geschrieben, nur ein katastrophales Ereignis wie ein „neues Pearl Harbor“ könne den langwierigen Wandel der US-Militärstrategie zu einer offensiveren Ausrichtung schneller herbeiführen.
Griffin gab an, er habe zunächst zur US-Außenpolitik im 20. Jahrhundert geforscht und die Anschläge als Reaktion auf einen US-Imperialismus gedeutet, ohne die Beweise für die Täterschaft der al-Qaida zu prüfen. Doch habe er gewusst, dass „US-Regierungen bereits mehrmals Beweise gefälscht hatten, um in den Krieg zu ziehen“. Schriften von Paul Thompson und Nafeez Ahmed hätten ihn schließlich überzeugt, es müsse einzelne Mittäter in den USA bei diesen Anschlägen gegeben haben. Im Hauptteil 1 des Buches zu den vier Flugzeugattacken vertritt er die These einer heimlich vorbereiteten kontrollierten Sprengung der Gebäude 1, 2 und 7 des World Trade Centers. In Teil 2 legte er seine Thesen als Antworten auf „beunruhigende Fragen“ dar: US-Bedienstete hätten Vorwissen zu den Angriffen von 9/11 und Gründe gehabt, sie zuzulassen. Sie hätten die Untersuchungen dazu behindert und Festnahmen blockiert.
In der zweiten Auflage reagierte Griffin bereits auf den inzwischen erschienenen 9/11 Commission Report. Speziell dazu veröffentlichte er das Buch The 9/11 Commission Report: Omissions And Distortions, in dem er auch die Zusammensetzung der Untersuchungskommission, ihre Zeugenauswahl und Bewertungen der Zeugenaussagen als Zeichen einer Regierungsabhhängigkeit angriff. Er verbreitete seine Thesen als „unwiderlegbare Beweise“ dafür, dass die amtlichen Untersuchungsberichte falsch seien und die tatsächlichen Ursachen und deren Hintermänner verdeckten.

## Schriften
Philosophie, Theologie, Religion, Naturwissenschaften
- A process Christology, Westminster Press, 1973, ISBN 0-664-20978-5
- Process Theology: An Introductory Exposition, mit John B. Cobb, Philadelphia, Westminster Press, 1976, ISBN 0-664-24743-1
- John Cobb's Theology in Process, Westminster John Knox Press, 1977, ISBN 0-664-21292-1
- Process and Reality, Free Press; 2. Auflage, 1979, ISBN 0-02-934570-7
- Physics and the Ultimate Significance of Time: Bohm, Prigogine and Process Philosophy, State University of New York Press, 1986, ISBN 0-88706-115-X
- The Reenchantment of Science: Postmodern Proposals (SUNY Series in Constructive Postmodern Thought), State University of New York Press, 1988, ISBN 0-88706-784-0
- Spirituality and Society: Postmodern Visions (SUNY Series in Constructive Postmodern Thought), State University of New York Press, 1988, ISBN 0-88706-853-7
- Varieties of Postmodern Theology (SUNY Series in Constructive Postmodern Thought), State University of New York Press, 1989, ISBN 0-7914-0050-6
- God and Religion in the Postmodern World: Essays in Postmodern Theology (Constructive Postmodern Thought), State University of New York Press, 1989, ISBN 0-88706-929-0
- Archetypal Process: Self and Divine in Whitehead, Jung, and Hillman, Northwestern University Press, 1990, ISBN 0-8101-0815-1
- Sacred Interconnections: Postmodern Spirituality, Political Economy and Art (SUNY Series in Constructive Postmodern Thought), State University of New York Press, 1990, ISBN 0-7914-0231-2
- Primordial Truth and Postmodern Theology (SUNY Series in Constructive Postmodern Thought), State University of New York Press, 1990, ISBN 0-7914-0198-7
- God, Power, and Evil: A Process Theodicy, University Press of America, 1991, ISBN 0-8191-7687-7
- Evil Revisited: Responses and Reconsiderations, State University of New York Press, 1991, ISBN 0-7914-0612-1
- Founders of Constructive Postmodern Philosophy: Peirce, James, Bergson, Whitehead, and Hartshorne (SUNY Series in Constructive Postmodern Thought), State University of New York Press, 1993, ISBN 0-7914-1333-0
- Postmodern Politics for a Planet in Crisis: Policy, Process, and Presidential Vision (SUNY Series in Constructive Postmodern Thought), State University of New York Press, 1993, ISBN 0-7914-1485-X
- Jewish Theology and Process Thought (SUNY Series in Constructive Postmodern Thought), State University of New York Press, 1996, ISBN 0-7914-2810-9
- Parapsychology, Philosophy, and Spirituality: A Postmodern Exploration (SUNY Series in Constructive Postmodern Thought), State University of New York Press, 1997, ISBN 0-7914-3315-3
- Reenchantment Without Supernaturalism: A Process Philosophy of Religion (Cornell Studies in the Philosophy of Religion), Cornell University Press, 2000, ISBN 0-8014-3778-4
- Religion and Scientific Naturalism: Overcoming the Conflicts (SUNY Series in Constructive Postmodern Thought), State University of New York Press, 2000, ISBN 0-7914-4563-1
- Process Theology and the Christian Good News: A Response to Classical Free Will Theism in 'Searching for an Adequate God: A Dialogue between Process and Free Will Theists', Cobb and Pinnock (Herausgeber), Wm. B. Eerdmans Publishing, 2000, ISBN 0-8028-4739-0
- Two Great Truths: A New Synthesis of Scientific Naturalism and Christian Faith, Westminster John Knox Press, 2004, ISBN 0-664-22773-2
- Deep Religious Pluralism, Westminster John Knox Press, 2005, ISBN 0-664-22914-X
- Whitehead's Radically Different Postmodern Philosophy: An Argument for Its Contemporary Relevance (SUNY Series in Philosophy), State University of New York Press, 2007, ISBN 0-7914-7049-0
- Reason & Reenchantment: The Philosophical, Religious, & Political Thought of David Ray Griffin, Process Century Press, 2013, ISBN 1-940447-00-3
- Panentheism and Scientific Naturalism: Rethinking Evil, Morality, Religious Experience, Religious Pluralism, and the Academic Study of Religion (Toward Ecological Civilization), Process Century Press, 2014, ISBN 1-940447-03-8
- Unprecedented: Can Civilization Survive the CO2 Crisis?, Clarity Press, 2014, ISBN 0-9860769-0-2

Verschwörungstheorien zum 11. September 2001
- The New Pearl Harbor: Disturbing Questions About the Bush Administration and 9-11, Olive Branch Press/Interlink, 2004, ISBN 1-56656-552-9
  - deutsche Ausgabe: Das Neue Pearl Harbor, Band 1: Beunruhigende Fragen zur Bush-Regierung und zum 11. September, peace press, 2016, ISBN 3-86242-005-1
- The 9/11 Commission Report: Omissions and Distortions, Olive Branch Press/Interlink, 2004, ISBN 1-56656-584-7
  - deutsche Ausgabe: Der Bericht der 9/11-Kommission: Auslassungen und Verfälschungen: Eine Kritik am Kean-Zelikow-Bericht, peace press, 2024, ISBN 3-86242-003-5
- Christian Faith and the Truth Behind 9/11: A Call to Reflection and Action, Westminster John Knox Press, 2006, ISBN 0-664-23117-9
  - deutsche Ausgabe: Christlicher Glaube und die Wahrheit hinter dem 11. September: Ein Aufruf zum Nachdenken und Handeln, peace press, 2020, ISBN 3-86242-012-4
- The American Empire and the Commonwealth of God: A Political, Economic, Religious Statement, mit John B. Cobb, Richard A. Falk und Catherine Keller, Westminster John Knox Press, 2006, ISBN 0-664-23009-1
- 9/11 and American Empire: Intellectuals Speak Out, Vol. 1, Herausgeber, mit Peter Dale Scott, Olive Branch Press/Interlink, 2006, ISBN 1-56656-659-2
- Debunking 9/11 Debunking: An Answer to Popular Mechanics and Other Defenders of the Official Conspiracy Theory (Revised & Updated Edition), Olive Branch Press/Interlink, 2007, ISBN 1-56656-686-X
- 9/11 Contradictions: An Open Letter to Congress and the Press, Olive Branch Press/Interlink, 2008, ISBN 1-56656-716-5
  - deutsche Ausgabe: Widersprüche des 11. September: Ein offener Brief an Politiker und Medien, peace press, 2020, ISBN 3-86242-006-X
- New Pearl Harbor Revisited: 9/11, the Cover-up and the Exposé, Olive Branch Press/Interlink, 2008, ISBN 1-56656-729-7
  - deutsche Ausgabe: Das Neue Pearl Harbor, Band 2: Der 11. September – Vertuschung und Enthüllung, peace press, 2016, ISBN 3-86242-010-8
- The Mysterious Collapse of World Trade Center 7: Why the Final Official Report About 9/11 Is Unscientific and False, Olive Branch Press/Interlink, 2009, ISBN 1-56656-786-6
  - deutsche Ausgabe: Der mysteriöse Einsturz von World Trade Center 7: Warum der offizielle Abschlußbericht zum 11. September unwissenschaftlich und falsch ist, peace press, 2017, ISBN 3-86242-007-8
- Osama bin Laden: Dead or Alive?, Olive Branch Press/Interlink, 2009, ISBN 1-56656-783-1
  - deutsche Ausgabe: Osama bin Laden: Tot oder lebendig?, peace press, 2010, ISBN 3-86242-000-0
- Cognitive Infiltration: An Obama Appointee's Plan to Undermine the 9/11 Conspiracy Theory, Olive Branch Press/Interlink, 2010, ISBN 1-56656-821-8
  - deutsche Ausgabe: Kognitive Infiltration: Der Plan eines Regierungsbeauftragten, die 9/11-Verschwörungstheorie zu unterminieren, peace press, 2018, ISBN 3-86242-002-7
- 9/11 Ten Years Later: When State Crimes Against Democracy Succeed, Olive Branch Press/Interlink, 2011, ISBN 1-56656-868-4
- Bush and Cheney: How They Ruined America and the World, Olive Branch Press/Interlink, 2017, ISBN 1-56656-061-6
  - deutsche Ausgabe: Bush und Cheney: Wie sie Amerika und die Welt ins Verderben stürzten, peace press, 2020, ISBN 3-86242-004-3
- The American Trajectory: Divine or Demonic?, Clarity Press, 2018, ISBN 0-9986947-9-7
  - deutsche Ausgabe: Amerikas Werdegang: göttlich oder dämonisch?: Die dunkle Seite des Amerikanischen Imperiums, peace press, 2021, ISBN 3-86242-008-6